# 连家创
连家创（1933年7月—2022年4月13日），男，台灣苗栗縣人，中国軋鋼機械專家，中國共產黨黨員。畢業於哈爾濱工業大學。曾任燕山大學校長。

## 生平

### 早年
1933年出生於台灣苗栗，祖父是廣東潮陽縣人。1937年盧溝橋事變后隨父親回到廣東。1949年，考入廣東金山高中，在學校接觸到了地下團員。1950年1月加入新民主主義青年團。1952年，從金山高中畢業，考入哈爾濱工業大學，先後當上了團總支書記、學校團委常委、校宣傳部副部長。連家創樂於助人，當時中國大陸非常貧困，有兩個同學連被子也買不起，連家創就出錢替他們買了被子。
1958年，哈爾濱工業大學重型機械相關的專業遷至齊齊哈爾市富拉爾基區，成立哈工大重型機械學院。1959年，連家創從哈工大畢業，因組織要求，他留校任教。

### 走上講壇
連家創剛剛畢業時，感到自己知識與經驗不足，於是在鞍山鋼鐵廠工作了三個月，向工人與實際生產學習，然後努力提升教學質量，改進方法，提高專業課水平。1965年，他帶領學生來到第一重型機械廠，參加熱帶鋼連軋機捲取機設計，率先提出了地下式三辊捲取機的方案，使中國在捲取機的設計上達到世界領先水平。

### 文革期間
文革開始後，由於台灣人的身份，連家創被扣上了走資派、修正主義的帽子，還被下放到車間勞動。但他依然堅持研究。1973年，《重型機械》雜志復刊，連家創連發三篇論文。
1970年，瀋陽重型機械廠采用擠壓成型的方法生產中國火箭外殼，但這種方法生產出的殼體扭曲嚴重，厰領導請教諸多專家均無法解決，最終找到連家創才解決了這個難題。1972年，機械工業出版社指定連家創主編《熱帶鋼連軋機》，他堅持嚴謹治學的作風，這本書後來得到了廣汎的使用。1974年，連家創作爲項目負責人，參加了洛陽銅加工廠三機甲冷連軋機液壓彎辊的研究，并於1975年9月取得成功，使得銅帶版形質量得到了明顯的提高。

### 文革后
1978年，由於文革期間取得的成就，連家創破格從助教升到副教授。1982年，晉升為教授。1983年，經中華人民共和國國務院評定為東北重型機械學院首位博士生導師。同年3月加入中国共产党。1984年，由國務院總理任命爲東北重型機械學院副院長。1988年6月至1995年4月，任東北重型機械學院院長，兼燕山大學校長。1995年5月，卸任校長職務，繼續擔任機械設計及理論專業博士生導師。
2003年，連家創退休。
2022年4月13日，连家创病逝，享年90岁。

## 榮譽與社會職務
- 1983年、1986年黑龍江省勞動模範[3]
- 1981年黑龍江省優秀教師、機械工業部科技先進工作者[3]
- 1991年政府特殊津貼專家、1992年、1997年河北省優秀專家[3]
- 黑龍江省第六屆人大常委、中共十四大代表、中國金屬學會理事、河北金屬學會副理事長[3]
- 河北省第七、八、九屆政協常委、中华全国台湾同胞联谊会理事[3]

## 著作
- 《矫直理论与卷取理论》
- 《板带轧制理论与板形控制理论》
- 《熱帶鋼連軋機》
- 《軋機基本理論進展》
- 《板厚板形控制》